# Кучумов, Андрей
Андрей Кучумов — российский регбист, игрок в регбилиг. Известен по своим выступлениям за клуб «Московские маги». В составе сборной России по регбилиг провёл один матч на чемпионате мира 2000 года.